# Reloj del Altozano

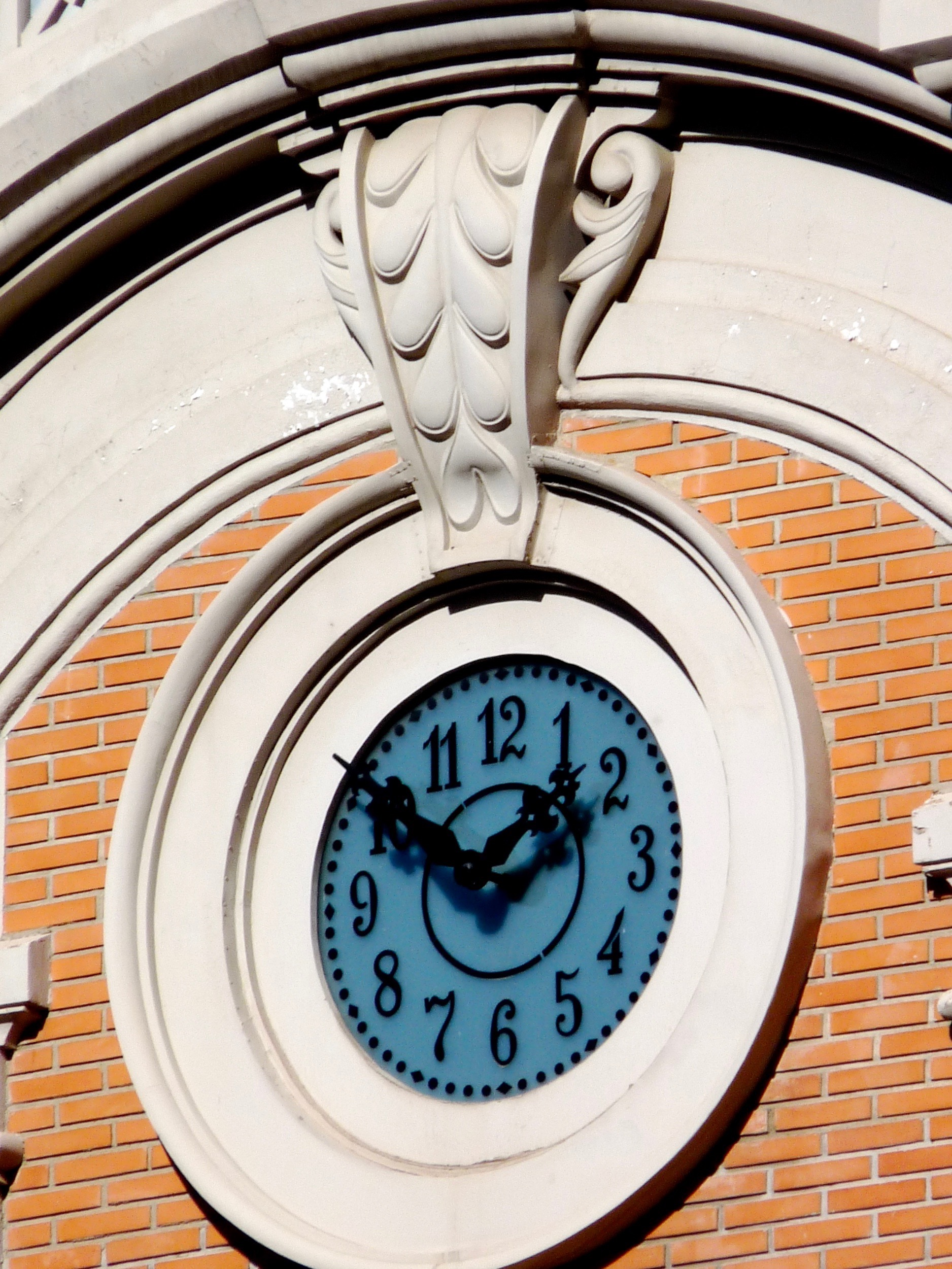
Torre del reloj (esfera sur) marcando las dos menos diez

El Reloj del Altozano es un reloj de torre colocado en la parte alta de la antigua casa consistorial de Albacete que preside la histórica plaza del Altozano de la ciudad española de Albacete, kilómetro cero de la capital manchega. La torre del reloj constituye un atractivo turístico más de la ciudad.

## Historia
El reloj fue adquirido por la ciudad por 4250 pesetas llevándose a cabo su instalación en 1903 durante la reforma del edificio-palacio del siglo XVIII ejecutada por el arquitecto Francisco Manuel Martínez Villena que acogió la sede de la  casa consistorial de Albacete durante más de un siglo.
Realizado en Madrid en el taller del relojero oficial de la Casa Real, Antonio Canseco, quedó completamente finalizado y fue puesto en funcionamiento el 8 de julio de 1912.
Desde entonces lleva marcando de manera ininterrumpida la hora en la capital manchega a excepción de entre 1983 y 1995 cuando una avería lo inhabilitó, siendo puesto de nuevo en funcionamiento por el relojero Julián Tévar tras varios intentos de ser puesto en marcha por técnicos de Madrid y Barcelona debido a que algunas de sus piezas habían dejado de existir.

## Características
Es un reloj de tres esferas transparentes de cristal similar al Reloj de Gobernación de la Puerta del Sol de Madrid con la excepción de que no presenta el carrillón marcando de igual forma las horas, los cuartos y la repetición de horas. 
El reloj está presidido por una placa con la inscripción que muestra su origen: «Canseco Relojero. Proveedor de la Real Casa. Paseo de las Delicias, 52. Madrid».

### Mantenimiento
Los relojeros municipales del Ayuntamiento de Albacete suben cada mañana a la torre del histórico edificio para dar cuerda al reloj y verificar su precisión. El mecanismo con el que funciona está conformado por complejos engranajes y tres cuerdas que tocan las campanas de los cuartos, las horas y la que conecta su estructura con las caras exteriores.